# Знамена на югославските републики
Знамената на югославските републики са различни за шестте съставни републики на СФРЮ. Тези знамена са се издигали наравно с югославското знаме на национални празници и други събития от национално значение.
Националните знамена на югославските републики изглеждат така:
- СР Босна и Херцеговина
- СР Македония
- СР Словения
- СР Сърбия
- СР Хърватия
- СР Черна гора

Знамената на повечето югославски републики са историческите флагове на съответните страни като включват в дизайна си голяма петолъчка в центъра, със златен кант по края ѝ. Тези петолъчки символизират комунистическия строй на страната и югославскатото единство (същата петолъчка със златен кант има и на федералното югославско знаме).
Македонското и босненско знаме следват друг дизайн. Знамето на СР Македония представлява червено знаме, също символ на комунизма, а в горния ляв ъгъл има изобразена червена петолъчка със златен кант. Знамето на СР Босна и Херцеговина представлява червен флаг, на който в горния ляв ъгъл има кантон със знамето на СФР Югославия. Различният дизайн на босненското знаме се обяснява с факта, че страната е мултинационална и народите ѝ са обединени под червените знамена на комунизма и общото знаме на СФРЮ.